# 高如铭
高如铭，中华人民共和国政治人物、外交官。
1995年，接替郭天民，担任中华人民共和国驻乍得大使。1997年，由王英武接任。1998年，接替祝有容，担任中华人民共和国驻喀麦隆大使。2000年，由许孟水接任。